# 利亞姆·博伊斯
利亞姆·博伊斯（英語：Liam Boyce；1991年4月8日—）是一位北愛爾蘭足球運動員。在場上的位置是前鋒。現效力於蘇超球隊哈茨。他也代表北愛爾蘭國家足球隊參賽。

## 國家隊生涯
2011年1月31日，博伊斯首次獲召入北愛爾蘭國家隊。2011年2月9日，博伊斯在對蘇格蘭的比賽中首次亮相，他在第72分鐘替補尼爾-麥金上場。他在2011年3月25日北愛爾蘭國家隊在貝爾格萊德對陣塞爾維亞的C組比賽中第二次獲得徵召。
2017年6月2日，在溫莎公園 1-0 擊敗紐西蘭國家足球隊的友誼賽中，博伊斯首次為北愛爾蘭入球。

## 外部連結
- Profile at Irish FA